# Deontostoma papillatum
Deontostoma papillatum is een rondwormensoort uit de familie van de Leptosomatidae.